# Яфет бен Алі га-Леві
Яфет бен Алі (Ібн Алі ал-Хасан аль-Лаві аль-Басри́, івр. יפת בן עלי הלוי ?, Басра — 1010, Єрусалим) — караїмський поет, екзегет, коментатор і перекладач Біблії на арабську мову.

## Біографія
Народився в X столітті в місті Басра (сучасний Ірак) в родині караїмського коментатора Біблії Алі ха-Леві бен аль-Хасана.
У 950 році переїхав в Єрусалим, де і помер в 1010 році.

## Діяльність
Писав в основному на єврейсько-іракському діалекті арабської мови. Його буквальний переклад і коментарі до всіх книг Біблії, що збереглися в рукописах, займають десятки томів, лише мала частина яких видана. Праці Яфета бен Алі отримали негайне визнання серед караїмських вчених того часу і мали визначальний вплив на подальшу караїмську традицію. Вчений отримав у одновірців почесне прізвисько маскіл ха-Гола (משכיל הגולה‬ - «Просвітитель Діаспори»).
Роботи Яфета бен Алі вплинули не тільки на караїмів, але і на раввіністів. Так, наприклад, знаменитий середньовічний єврейський філософ раввіністамі Авраам ібн Езра в своїх коментарях цитує Яфета бен Алі 42 рази.
Завдяки його творам до нашого часу дійшло багато інформації про ранні стадії формування караїмської вченості.
У своїх роботах Яфет бен Алі полемізував з вченнями сучасних йому сект юдаїзму, а також з християнством і ісламом (його ставлення до ісламу було особливо ворожим).